# Marecchia
Le Marecchia est un fleuve d’Italie du Nord, en limite de l'Émilie-Romagne, des Marches et de la Toscane.

## Géographie
Le Marecchia prend sa source dans l'Alpe della Luna, sur les pentes du Mont Zucca (1 263 m) qui est situé dans l'Apennin toscan-romagnol, dans la localité de Pratieghi (871 m), une frazione de Badia Tedalda, dans la province d'Arezzo. 
Son cours s’étend sur environ 70 km, le long de la vallée du Marecchia (Valmarecchia en italien), avec de considérables variations de niveau, jusqu'à aboutir en mer Adriatique à Rimini. Le fleuve traverse une partie du Montefeltro. 
Le fleuve Marecchia reçoit les eaux de divers affluents, dont les plus importants sont le Rio Mavone, le torrent Mazzocco, le torrent Ausa et le Rio San Marino, sans compter une bonne quinzaine de ruisseaux, le plus souvent à sec mais qui, lors d’orages en montagne, alimentent le Marecchia et le transforme brusquement en torrent.
En effet, le fleuve présente de fortes variations étroitement influencées par le régime pluviométrique. Par conséquent, en simultanéité avec les pluies automnales ou même printanières, ces dernières accompagnées par le dégel, peuvent provoquer des crues brèves, fortes et ruineuses, pendant que, dans les périodes estivales et caniculaires, la portée peut même être nulle.
Sa course entre en plaine au pont de Verucchio à 20 km de la mer dans la zone nord de Rimini. Le bassin hydrographique développe environ 462 km2 dont 300 appartiennent à la région des Marches.

## Rivières voisines
- le Rubicon, le torrent Uso, le fleuve Savio, le Marano, le fleuve Bidente et le fleuve Conca